# Duintandklauw
De duintandklauw of kleine strandloopkever (Calathus mollis) is een keversoort uit de familie van de loopkevers (Carabidae). De wetenschappelijke naam van de soort werd in 1802 gepubliceerd door Thomas Marsham.